# Julio Ceja
Julio César Ceja Ochoa, más conocido como Julio Ceja (Zamora, Michoacán, 2 de junio de 1986), es un exfutbolista mexicano.
Jugaba como volante ofensivo por derecha. Fue internacional con la selección de México sub-17, así como con la sub-20.

## Trayectoria
Julio Ceja comenzó su carrera como futbolista en las fuerzas básicas del Cruz Azul, en donde destacaba como una joven promesa del club cruzazulino, así como para el fútbol mexicano en general. Fue convocado para el proceso de la Selección sub-17 que disputaría el Mundial de la categoría del 2003, a disputarse en Finlandia y que a la postre conseguiría el objetivo de calificar a dicho torneo. Inició también el proceso para el Mundial Sub-20 que se disputaría en Holanda, aunque esta vez terminarían eliminados en el Torneo Sub-20 de la Concacaf cuya sede fue Honduras.
Con Cruz Azul nunca logra debutar con el Primer Equipo en Primera División, a lo que el mismo Ceja llegó atribuir a un descuido debido al exceso de confianza. Su salida del Cruz Azul se dio a partir de lo que él describe como un declive en su carrera, en cual no logra calificar con la Selección de México Sub-20 al Mundial de la categoría, aunado a una lesión en la rodilla.
Luego de su salida de Cruz Azul llega en el año 2008 al Club León, recién operado de su lesión de rodilla y sin tener actividad con el Primer Equipo durante el primer año, limitándose solamente a entrenar.
Debuta finalmente con León el 25 de febrero de 2009 ante el Tapatío. Ese torneo, el Clausura 2009 no logra regularidad, jugando solamente 4 partidos. Los torneos subsecuentes Julio Ceja se hace de un puesto titular, hasta que en la recta final del Torneo Apertura 2011 recae de su lesión de la rodilla derecha, por lo cual debe ser intervenido quirúrgicamente, lo cual lo margina de la actividad todo el siguiente semestre, jugando únicamente los 24 minutos finales de la Final de Ascenso contra Correcaminos, consiguiendo además el Ascenso con el Club León.
Después fue prestado un año a Estudiantes Tecos. Luego estuvo otro año prestado, ahora con el Equipo de los Lobos BUAP. Para 2014, se había anunciado su préstamo a Alebrijes, pero declinó jugar en el equipo y optó por retirarse.

## Selección nacional
Participó con la Selección sub-17 y la Selección sub-20 de México. Jugó los procesos eliminatorios para las copas del mundo de ambas categorías, pero clasificó únicamente a la Copa del Mundo Sub-17 de 2003. En ese mundial disputó los 3 partidos de la fase de grupo, el primero contra Colombia, el segundo contra China y el tercero contra el anfitrión, Finlandia, partido en el que anotó un gol; y el partido de cuartos de final ante Argentina, en el que la selección de México quedó eliminada tras perder por un marcador de 2 goles a 0.

## Clubes
| Club              | País   | Año       |
| ----------------- | ------ | --------- |
| Cruz Azul         | México | 2001-2007 |
| Club León         | México | 2007-2012 |
| Estudiantes Tecos | México | 2012-2013 |
| Lobos BUAP        | México | 2013-2014 |

## Palmarés

### Campeonatos nacionales
| Título             | Club      | País   | Año  |
| ------------------ | --------- | ------ | ---- |
| Clausura           | Club León | México | 2012 |
| Campeón de Ascenso | Club León | México | 2012 |